# 道世
道世（どうせい）生年不明（一説に599 – 609年）、没年683年、字は玄惲（げんうん）、姓は韓氏、河南 洛陽縣南出身。祖先は京兆で官に従事した。隋代から智顗（538 - 598年）吉蔵（549 - 623年）杜順（557 - 640年）ら宗祖たちによって興隆した仏教の教学が広まった初唐において、仏典をひもとき一つの事項を調べるに際し 三蔵が彪大であり、また三蔵を完備しない寺院が多く、仏教用語の正しく理解されていないことをなげき、どの事項についても簡便に探索できる書を求め、道世自ら三蔵を遍く調査し、詳細に経・律・論を引用し解説したものとして『法苑珠林』を著わし、教学研究の基礎の確立を資けた。

## 概要
道世の伝記資料は少なく、不明なことが多い。明確なのは、幼少のころから仏教に親しみ、後に出家し 律に関し博識だった為 西明寺大徳（高僧の称）となり、玄奘の翻訳ならびに道宣とともに律の研鑛につとめ、弘道元年(683年)寂とあることのみである。12歳で出家したとの伝もあるが、川口義照は矛盾を指摘している。『法苑珠林序』（自序ではない）によれば、幼いころから仏教に親しみ、幼少のうちに落髪出家し、受戒した。戒に関することに非常に明るく、戒をよく守り、その戒律生活ぶりは戒律の鏡に照らしてみるに一致するほど厳格なもので、その才覚をかわれて西明寺の造営とともに同寺に止住することになった、とある。

## 著書
道宣撰『大唐内典録』卷第10に著書の標題が枚挙されている。
- 『敬福論』10巻
- 『略論』2卷
- 『大小乘觀門』10巻[9]
- 『釋門靈感記』50巻
- 『法苑珠林』100巻、668年[10]
- 『四分律僧尼討要』各5巻、『四分律討要』5卷・『四分律尼鈔』5巻を誤写で一書にしたものとされる[11]。
- 『諸経要集』20卷[12]、『諸経要集』と『法苑珠林』撰述の先後については2説あるが、川口義照が『諸経要集』が後であると結論付けている[13]。

以下は上記以外に、『宋高僧伝』の道世伝中に標題が枚挙されているもの。
- 『信福論』23巻
- 『善悪業報』23巻
- 『大乘觀』11巻
- 『受戒儀式』6巻
- 『禮佛儀式』6巻
- 『金剛經集註』3巻

## 注・出典
1. ↑  川口義照「経録研究よりみた『法苑珠林』-道世について-」印度學佛教學研究 1976年 24巻 2号 p.794-797 pdf
2. ↑   宋高僧伝には「厥先伊闕人也。祖代因官爲京兆人焉。」とある。宋高僧傳卷第四 唐京師西明寺道世傳（SATデータベース／T2061_.50.0726c06 - 0727a03）
3. ↑  完成は664年。（SATデータベース／T2122_.53.0269a03 - 1030a24）
4. ↑  川口義照「経録研究よりみた法苑珠林 -とくに撰述年時について-」印度學佛教學研究 1974年 23巻 1号 p.168-169  p.169
5. ↑  川口義照『経録研究よりみた『法苑珠林』-道世について-』印度學佛教學研究 1976年 24巻 2号 p. 794-797
6. ↑  SATデータベース／T2122_.53.0269a03 - 0269b14
7. ↑  幼嶷聚砂。落飾綵衣之歳。慈殷接蟻。資成具受之壇。戒品圓明。與呑珠而等護。律義精曉。隨照鏡而同欣。愛慕大乘。洞明實相。爰以英博。召居西明。（SATデータベース／T2122_.53.0269a03 - 0269b14）
8. ↑  「皇朝西明寺沙門釋玄惲論觀記律儀一百七十四餘卷本名道世」（SATデータベース／T2149_.55.0332c16 - 0332c22）
9. ↑  『宋高僧伝』は『大小乘禪門觀』11卷に作る。
10. ↑   SATデータベース／T2122_.53.0269a01 - 1030a24
11. ↑  會谷佳光「『新唐書』藝文志丙部子録釋氏類纂修に關する研究(二)：『大唐内典録』『續高僧傳』との關係」 p.186
12. ↑  SATデータベース／T2123_.54.0001a01 - 0194a11
13. ↑  『経録研究よりみた法苑珠林-とくに撰述年時について-』印度學佛教學研究 1974年 23巻 1号 p.168-169  p.169下